# Andronova (genre)
Genre
Andronova est un genre d'araignées aranéomorphes de la famille des Lathyidae.

## Distribution
Les espèces de ce genre se rencontrent en écozone holarctique.

## Liste des espèces
Selon World Spider Catalog (version 26, 11/07/2025) :
- Andronova alberta (Gertsch, 1946)
- Andronova annulata (Bösenberg & Strand, 1906)
- Andronova arabs (Simon, 1910)
- Andronova cambridgei (Simon, 1874)
- Andronova dihamata (Paik, 1979)
- Andronova lehtineni (Kovblyuk, Kastrygina & Omelko, 2014)
- Andronova maculosa (Karsch, 1879)
- Andronova spasskyi (Andreeva & Tystshenko, 1969)
- Andronova subalberta (Z. S. Zhang, Hu & Y. G. Zhang, 2012)
- Andronova subviridis (Denis, 1937)
- Andronova sylvania (Chamberlin & Gertsch, 1958)

## Systématique et taxinomie
Ce genre a été décrit par Cala-Riquelme, Montana et Esposito en 2025 dans les Lathyidae.

## Étymologie
Ce genre est nommé en référence à la culture d'Andronovo.

## Publication originale
- Montana, Cala-Riquelme, Crews, Gorneau, Al-Jamal, Alequín, Spagna, Ballarin & Esposito, 2025 : « Tailor's drawer no more: a reappraisal of the spider family Dictynidae O. Pickard-Cambridge, 1871 sensu lato. » Zoological Journal of the Linnean Society, vol. 204, no 2, zlaf007, p. 1-97.